# FORK
FORK（フォーク、本名：田中 貴之〈たなか たかゆき〉、1980年3月11日 - ）は、日本のラッパー。ICE BAHNのメンバー。

## 来歴
元来ストリート的なスタイルに憧れを抱き中学生時代からスケートボードをしていた。1995年に発売されたキングギドラの1stアルバム『空からの力』、さんぴんCAMPのDVDなどの影響を受けてラップを始めた。TIME LINEの行ったインタビューでは、始めはノリでしていた日本語ラップだが自然と続けていくうちに自身の人生として大切なものとなっていったと語っている。

### MCバトル
2006年にULTIMATE MC BATTLEで優勝。『フリースタイルダンジョン』(テレビ朝日)では、隠れモンスターとして登場したのち、4th seasonから2代目モンスター、7th seasonからは3代目モンスターとしてとして出演。3代目モンスター時には本編無敗を記録した。2021年に「KING OF KINGS vs 真・ADRENALINE」で優勝。それまで審査員を務めていたKING OF KINGS本戦に出場し優勝。ライムとメッセージ性を両立したバトルスタイルで観客を魅了する。

## 出演
- フリースタイルダンジョン（テレビ朝日、2017年8月 - 2020年7月）
- フリースタイルティーチャー（テレビ朝日、2021年11月）